# 遼寧省政府 (中華民國)
遼寧省政府是中華民國南京國民政府在遼寧省的最高地方行政機關，分為兩個階段：一是民國18年（1929年）3月1日奉天省政府改稱為遼寧省政府開始，到民國20年（1931年）9月日本關東軍進入瀋陽市為止，歷時3年多；第二是民國34年（1945年）9月在重慶市重建省政府開始，到民國37年（1948年）11月中國人民解放軍攻入瀋陽市為止，歷時4年3個月。

## 省政府主席
1. 翟文選（1929年1月－1930年1月）
2. 臧式毅（1930年1月－1931年9月）
3. 米春霖（1931年9月－1932年8月）
4. 唐聚五（1932年8月－）
5. 萬福麟（1940年5月－1945年9月）
6. 徐　箴（1945年9月－1948年2月）
7. 王鐵漢（1948年2月－1948年10月）